# Ballon (sport)
Pour les articles homonymes, voir Ballon.
 (mars 2010).
Si vous disposez d'ouvrages ou d'articles de référence ou si vous connaissez des sites web de qualité traitant du thème abordé ici, merci de compléter l'article en donnant les références utiles à sa vérifiabilité et en les liant à la section « Notes et références ».

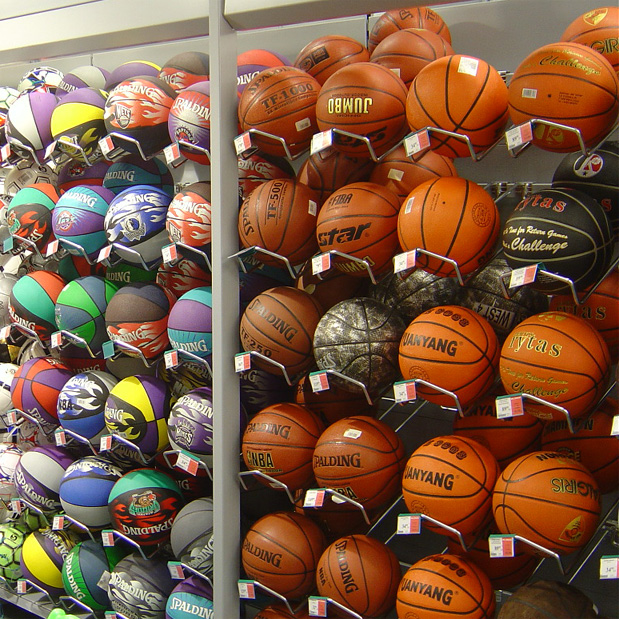
Des ballons de basket-ball

En sport, un ballon est un objet de forme généralement sphérique mais pouvant parfois être ovale comme au rugby ou au football américain, fabriqué généralement en cuir, en plastique, ou en mousse.

## Histoire
Les hommes jouent à des jeux de ballon ou balle depuis la plus Haute Antiquité. En Égypte, les ballons étaient faits avec des boyaux de chat concassés recouverts de feuilles de palmier tressées ou de peaux. En Asie, les ballons ancestraux étaient réalisés avec de la gomme arabique, que ne connaissaient pas les Européens. De même, dans les jeux de ballon mésoaméricains, les balles, d'après le chercheur Philippe Villemus, étaient en latex, la matière élastique obtenu à partir de la sève de l'hévéa. En Europe, les ballons, utilisés pour jouer à la soule ou au mob football, étaient réalisés à partir d'estomac de porc recouverts de cuir.

## Caractéristiques
- Au football (soccer), un ballon pèse de 410 à 450 g (gonflé) et mesure de 68 à 70 cm de circonférence (soit un diamètre de 22 cm).
- Au rugby à XIII, un ballon mesure 27 cm de long et 60 cm de circonférence en son point le plus large et pèse de 383 à 440 g (gonflé).
- Au rugby à XV, un ballon mesure 28 à 30 cm de long et 58 à 62 cm de circonférence, et pèse de 410 à 460 g (gonflé).
- Au football américain ou canadien, un ballon mesure 30 cm de long et 56 cm de circonférence, et pèse de 397 à 425 g (gonflé).
- Au volley-ball, un ballon mesure 21 cm de diamètre et pèse 270 g (gonflé).
- Au handball, un ballon possède les dimensions suivantes (circonférence et masse) pour les différentes catégories d'équipe :
  - 58–60 cm et 425–475 g (IHF 3) : équipes masculines et juniors masculines (+ de 16 ans) ;
  - 54–56 cm et 325–375 g (IHF 2) : équipes féminines, juniors féminines (+ de 14 ans) et juniors masculins (12–16 ans) ;
  - 50–52 cm et 290–330 g (IHF 1) : équipes juniors féminines (8-14 ans) et juniors masculines (8-12 ans).
- En gymnastique rythmique, un ballon a un diamètre compris entre 20 et 22 cm et pèse 400 g.
- En pilates, un ballon mesure entre 20 et 22 cm de diamètre, et 55 et 75 cm de circonférence.
- Au basket-ball, un ballon a un diamètre compris entre 23,8 et 24,8 cm et une masse comprise entre 567 et 624 g.
- Au water-polo, un ballon mesure de 68 à 71 cm de circonférence et pèse de 400 à 450 g.
- Au poull-ball, un ballon mesure de 55 à 75 cm de diamètre.

## Galerie
- Exemples de ballons

"Exemples
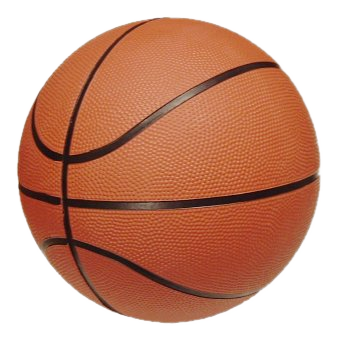
Basket-ball
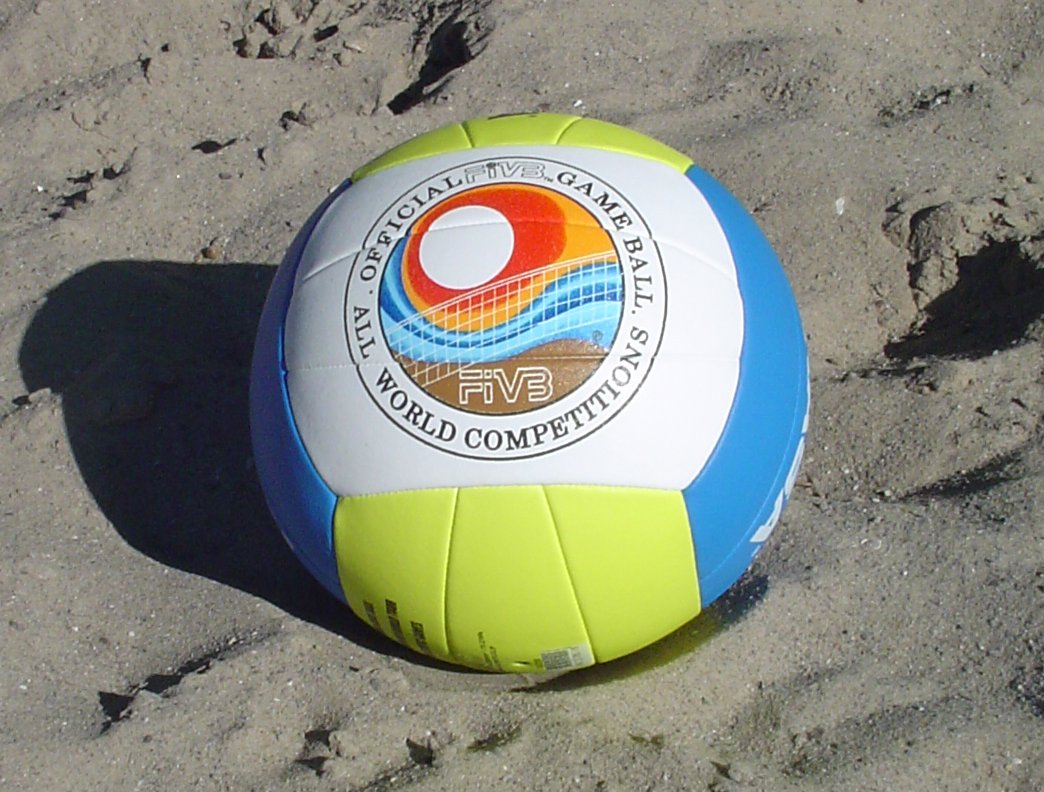
Beach-volley
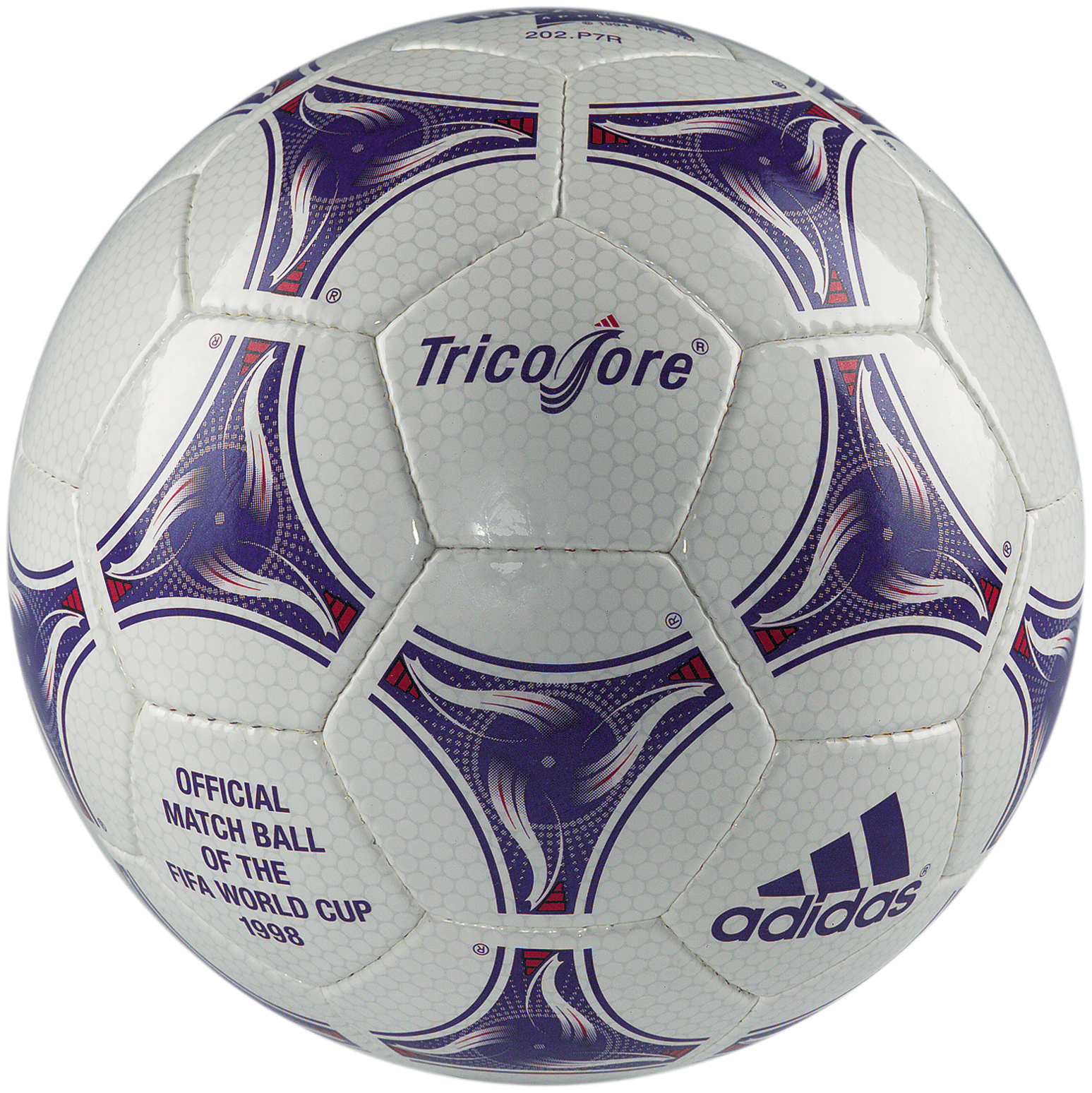
Football
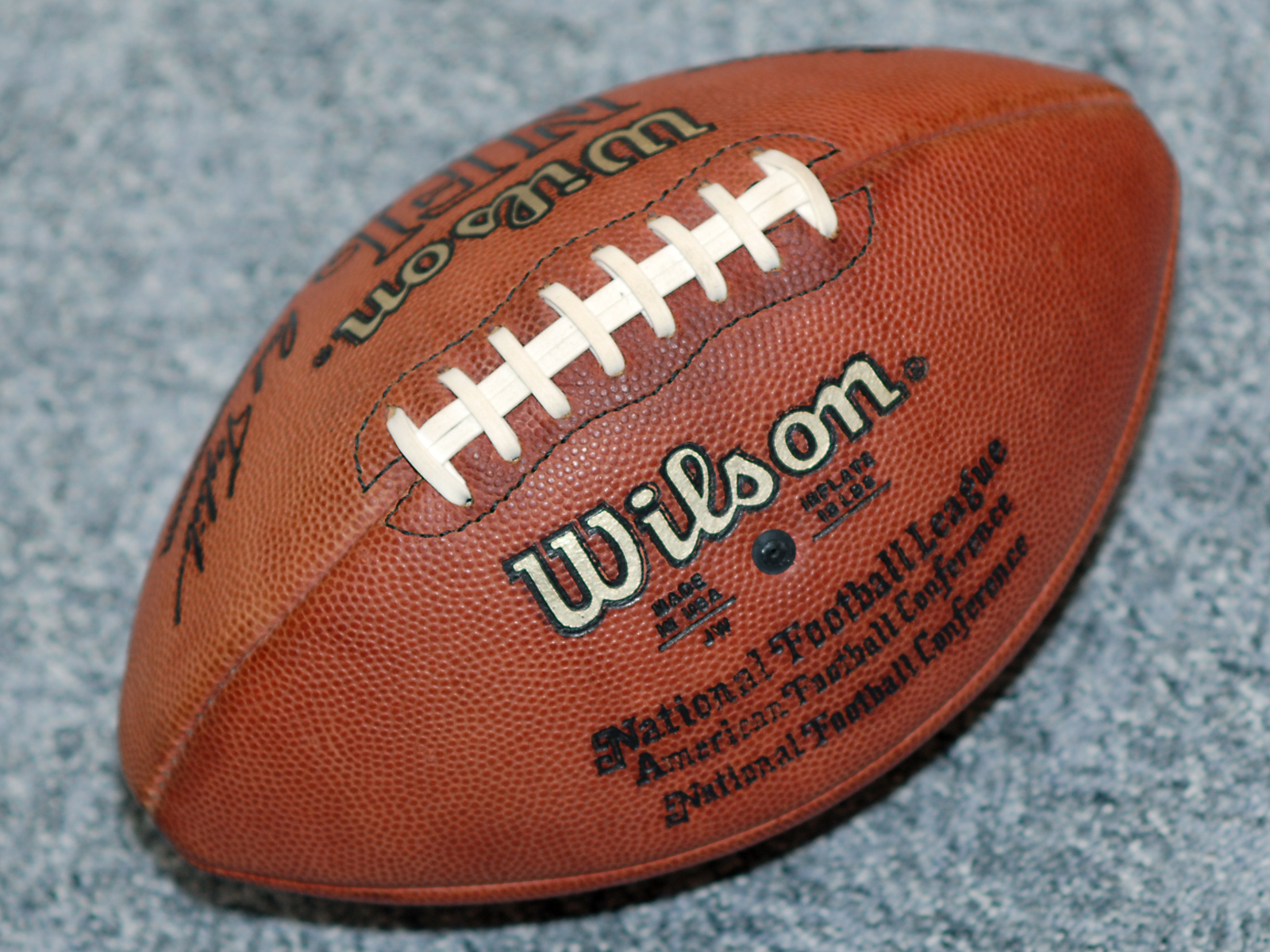
Football américain
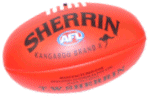
Football australien
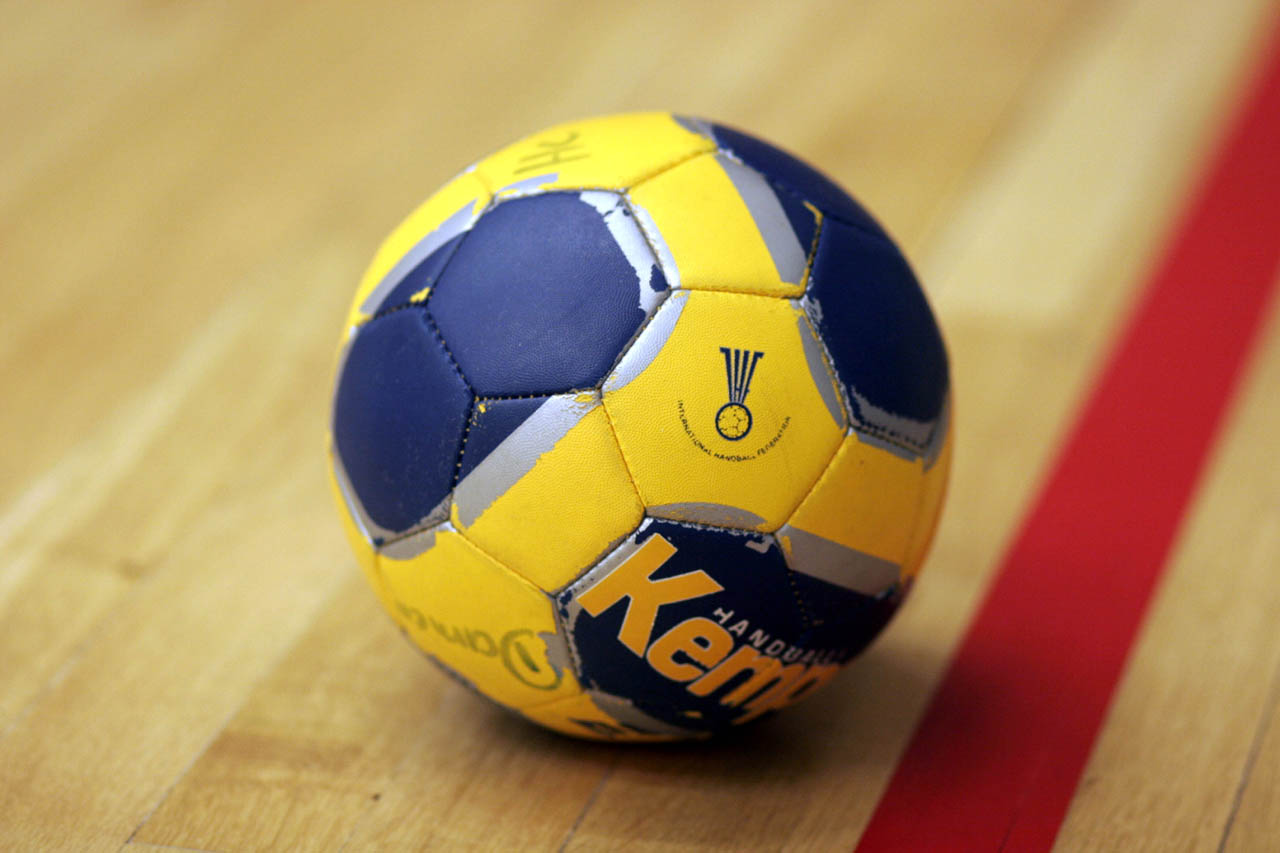
Handball
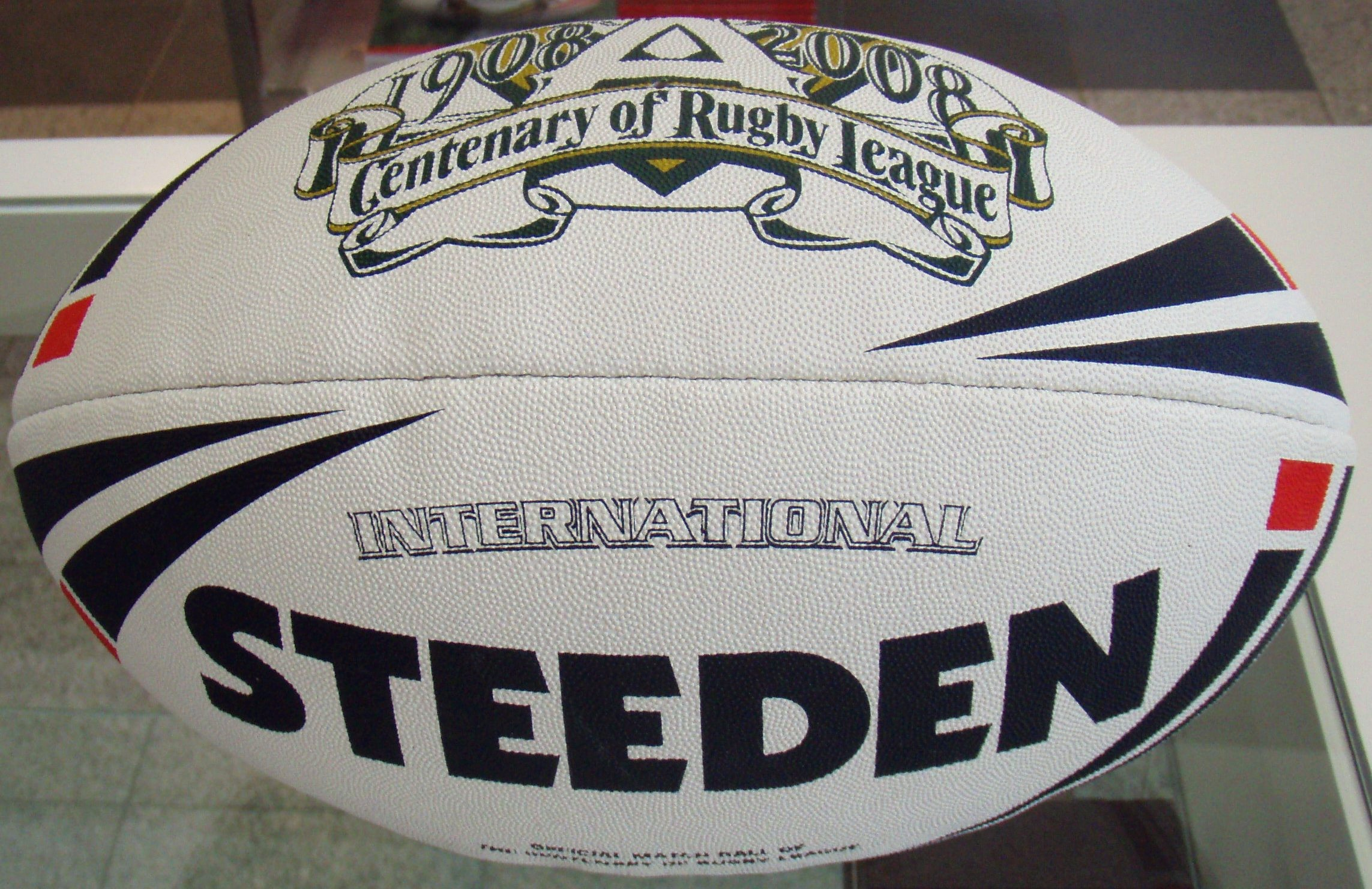
Rugby à XIII
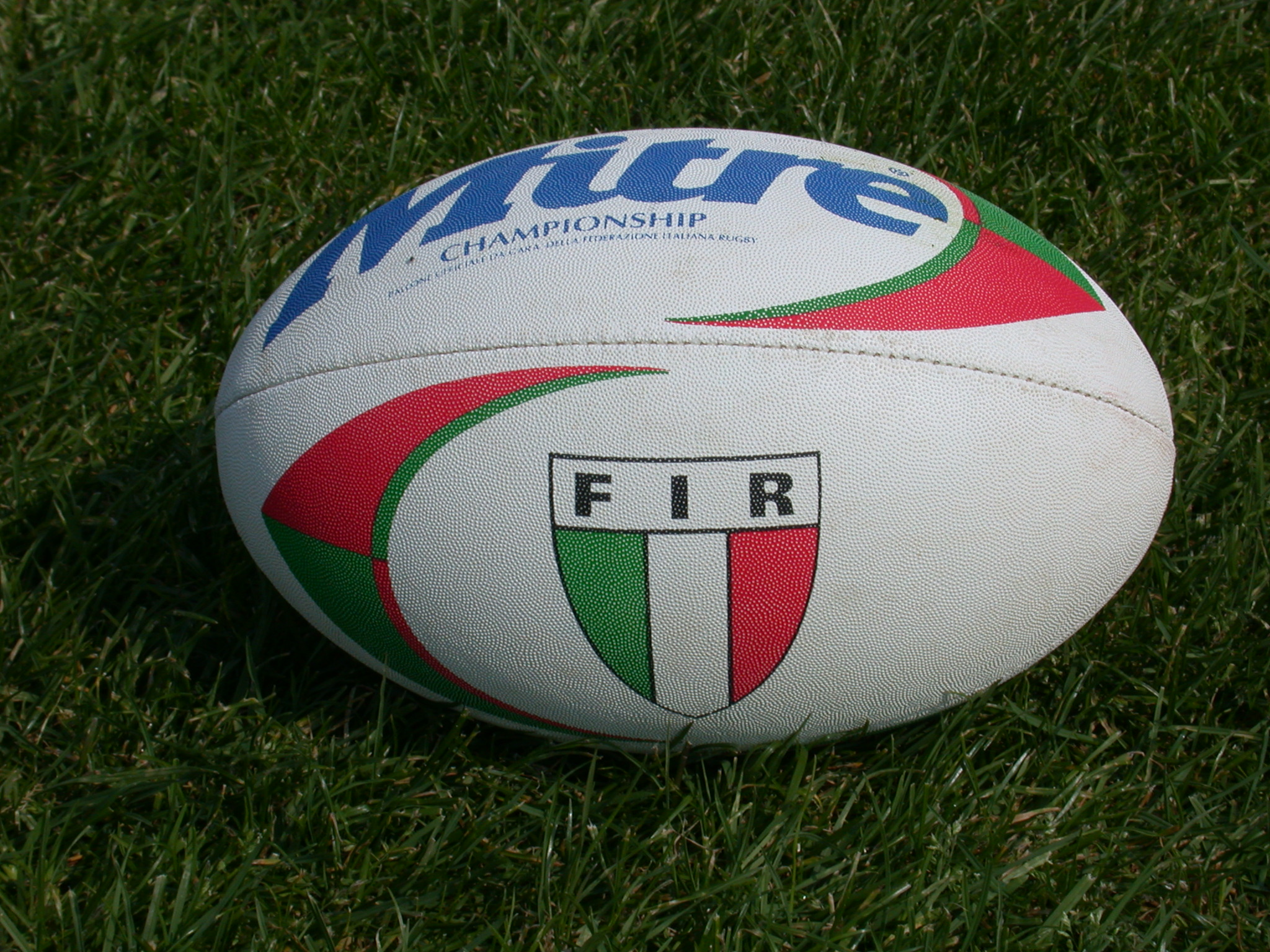
Rugby à XV
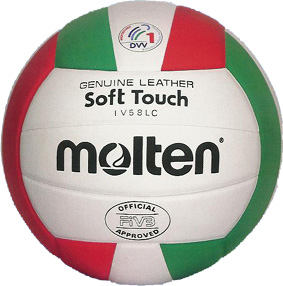
Volley-ball
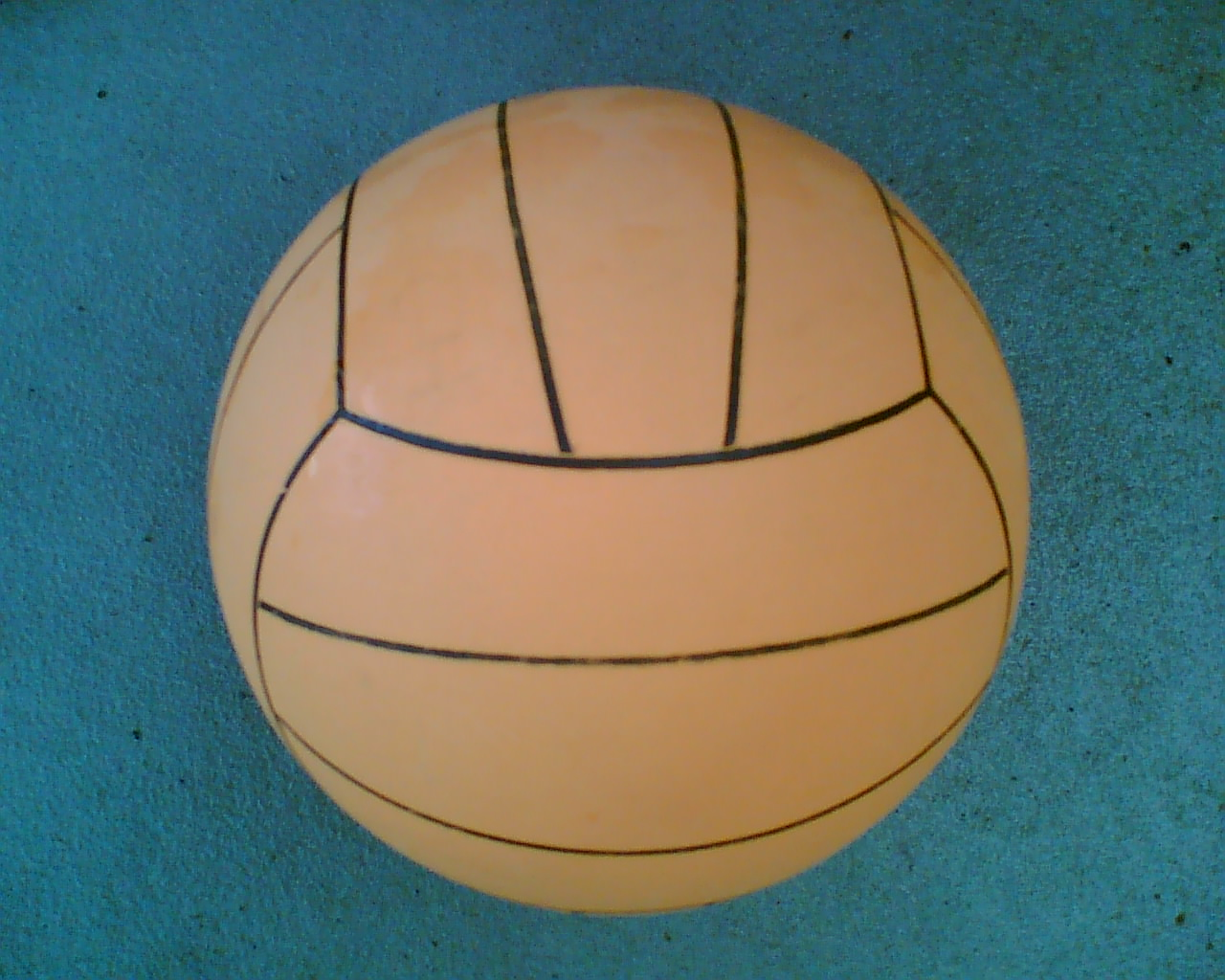
Water-polo

### Autres objets sphériques utilisés dans le sport
- Balle , bille , boule